# TPC Beh 4/8 (591-592)
De Beh 4/8 is een elektrisch treinstel voor het regionaal personenvervoer van de Chemin de fer Aigle-Ollon-Monthey-Champéry (AOMC), sinds 1999 onderdeel van Transports Publics du Chablais (TPC).

## Geschiedenis
Het treinstel werd aan het eind van de 20ste eeuw ontwikkeld en gebouwd door een consortium van Bombardier Transportation en Stadler Rail voor de Transports Publics du Chablais (TPC). In 2016 werden beide treinstellen gemoderniseerd en aangepast aan de gestandaliseerde Infrastructuur. 

## Constructie en techniek
De rijtuigen zijn opgebouwd uit een aluminium frame. De overgang tussen de rijtuigen is alleen bestemd voor het personeel. De draaistellen zijn luchtgeveerd. Deze treinen zijn voorzien van BSI-koppelingen.

## Treindiensten
De treinen worden door de Transports Publics du Chablais (TPC) ingezet op het traject:
- Aigle - Champéry